# Luana (Tanzania)
Luana è una circoscrizione rurale (rural ward) della Tanzania situata nel distretto di Ludewa, regione di Njombe. Conta una popolazione di 4 570 abitanti (censimento 2012).